# Geroldsgrün
Geroldsgrün – miejscowość i gmina w Niemczech, w kraju związkowym Bawaria, w rejencji Górna Frankonia, w regionie Oberfranken-Ost, w powiecie Hof. Leży w Lesie Frankońskim, nad rzeką Ölsnitz.
Gmina położona jest 23 km na zachód od Hof i 43 km na północ od Bayreuth.
W Geroldsgrün znajduje się jedna z fabryk firmy Faber-Castell produkującej artykuły piśmiennicze i kosmetyki.

## Dzielnice
W skład gminy wchodzą następujące dzielnice: 
| - Dürrenwaid - Dürrenwaiderhammer - Langenbachtal - Langenau - Langenbach - Lotharheil - Mühlleiten - Geroldsgrün | - Geroldsreuth - Großenreuth - Hermesgrün - Hertwegsgrün - Hirschberglein - Silberstein - Steinbach - Untersteinbach |

## Klimat
Średnia roczna temperatura wynosi 6,7 °C a suma opadów 1 002 mm.

## Zabytki i atrakcje
- barokowy kościół pw. św. Jakuba (St. Jakobus)